# Peptide correlato al paratormone
Parathyroid hormone-related protein o PTHrP o peptide correlato al paratormone è un peptide con una lunghezza di 135-173 amminoacidi, che mostra un'omologia con il frammento N-terminale dell'ormone paratiroideo (PTH).
Esso può essere prodotto nel tumore della mammella, del polmone e del rene. A causa della sua somiglianza con PTH è riconosciuto dai recettori per il PTH, causando un aumento della concentrazione di calcio nel sangue e dell'escrezione del fosfato nelle urine. Esso ha la funzione fisiologica di regolare lo sviluppo osseo, mammario e dei denti.

## Storia
La proteina  è stata isolata per la prima volta nel 1987 dal gruppo di ricerca di Martin TJ presso l'Università di Melbourne. Miao et al. hanno dimostrato che l'alterazione del gene del PTHrP causa anomalie delle ossa, suggerendo per il PTHrP una funzione fisiologica.

## Funzione
La proteina è da un gene membro della famiglia di ormone paratiroideo. Il PTHrP agisce come una sostanza ormonale ad azione autocrina, paracrina e interacrina. Essa regola lo sviluppo osseo endocondrale,  mantenendo la crescita della piastra endocondrale con una larghezza costante. Regola inoltre le interazioni epiteliali-mesenchimali durante la formazione delle ghiandole mammarie, nonché l'eruzione dei denti.
Geneticamente sono state osservate quattro varianti di codifica con splicing alternativo con trascrizione di due isoformedistinte.

### Dentizione
Infatti, il PTHrP è fondamentale nella fase di eruzione intraossea del dente dove agisce come una molecola di segnalazione per stimolare il riassorbimento osseo locale. Senza il PTHrP, la cripta ossea che circonda il follicolo del dente non si riassorbirebbe, e quindi il dente non eromperebbe in sua assenza; in questo caso il PTHrP è secreta dalle cellule del epitelio dello smalto ridotto (reduced enamel epithelium).

### Mammella
Questo ormone è coinvolto in lattazione, eventualmente regolando la mobilitazione e il trasferimento del calcio nel latte, così come il trasferimento del calcio placentare.  Esso ha un ruolo nel normale sviluppo della ghiandola mammaria, ed è necessario per il mantenimento della gemma mammaria. La perdita del PTHrP o del suo recettore comporta, sul nascere, un cambiamento del destino differenziativo della cellula della gemma in senso pro-epidermico.

### Ipercalcemia
Il recettore di questo ormone, PTHR1, è responsabile della maggior parte dei casi di ipercalcemia umorale di malignità.
Il PTHrP è correlato alla normale funzione dell'ormone paratiroideo. Quando un tumore secerne PTHrP, questo può portare a ipercalcemia.
Per quanto a volte questo è il primo segno di malignità, l'ipercalcemia causata da PTHrP è considerata un fenomeno paraneoplastico. Il PTHR1 è responsabile nella maggior parte dei casi di ipercalcemia umorale di malignità. Tuttavia, PTHrP è meno attivamente del ormone PTH stimola la produzione di 1,25-diidrossivitamina D; e pertanto, il PTHrP non aumenta l'assorbimento intestinale del calcio.
Una parte del PTHrP con lo stesso N-terminale finale è simile a quella dell'ormone paratiroideo e per questo essa può legarsi al recettore stesso, il recettore di tipo I PTH (PTHR1 ). Il PTHrP in grado di simulare la maggior parte delle azioni del PTH compresi gli aumenti del riassorbimento osseo e del riassorbimento tubulare distale del calcio, e dell'inibizione del tubulo prossimale del trasporto del fosfato.

## Interazioni
Il PTHrP ha mostrato di interagire con il  KPNB1 e la beta Arrestina 1.

### Testi
- Fabrizio Monaco, Linee guida per la diagnosi, la terapia e il controllo delle malattie endocrine e metaboliche, SEE Editrice Firenze, 2000,  pp. 71–, ISBN 978-88-8465-001-6.
- (EN) Carole R. Mendelson, Endocrinology of the lung: development and surfactant synthesis[collegamento interrotto], Humana Press, 2000,  pp. 269–, ISBN 978-0-89603-676-5.
- (EN) Robert Marcus, David Feldman, Dorothy Nelson, Clifford J. Rosen, Fundamentals of Osteoporosis, Academic Press, 14 agosto 2009,  pp. 245–, ISBN 978-0-12-375098-3. URL consultato il 7.
- (EN) Ben Greenstein, Rapid Revision in Endocrinology, Radcliffe Publishing, 15 giugno 2007,  pp. 182–, ISBN 978-1-85775-794-1. URL consultato il 7 giugno 2011.
- (EN) Clifford J. Rosen, Primer on the Metabolic Bone Diseases and Disorders of Mineral Metabolism, John Wiley and Sons, 18 novembre 2008,  pp. 127–, ISBN 978-0-9778882-1-4.
- (EN) Robert Marcus, Osteoporosis, Elsevier, 2008,  pp. 309–, ISBN 978-0-12-370545-7.

### Riviste
- Miao D, Li J, Xue Y, Su H, Karaplis AC, Goltzman D, Parathyroid hormone-related peptide is required for increased trabecular bone volume in parathyroid hormone-null mice, in Endocrinology, vol. 145, n. 8, agosto 2004,  pp. 3554–62, DOI:10.1210/en.2003-1695, PMID 15090463.
- Casey ML, MacDonald PC, The endothelin-parathyroid hormone-related protein vasoactive peptide system in human endometrium: modulation by transforming growth factor-beta, in Hum. Reprod., 11 Suppl 2, 1997,  pp. 62–82, PMID 8982748.
- Lam MH, Thomas RJ, Martin TJ, et al., Nuclear and nucleolar localization of parathyroid hormone-related protein, in Immunol. Cell Biol., vol. 78, n. 4, 2000,  pp. 395–402, DOI:10.1046/j.1440-1711.2000.00919.x, PMID 10947864.
- Fiaschi-Taesch NM, Stewart AF, Minireview: parathyroid hormone-related protein as an intracrine factor--trafficking mechanisms and functional consequences, in Endocrinology, vol. 144, n. 2, 2003,  pp. 407–11, DOI:10.1210/en.2002-220818, PMID 12538599.
- Jans DA, Thomas RJ, Gillespie MT, Parathyroid hormone-related protein (PTHrP): a nucleocytoplasmic shuttling protein with distinct paracrine and intracrine roles, in Vitam. Horm., vol. 66, 2003,  pp. 345–84, DOI:10.1016/S0083-6729(03)01010-0, PMID 12852260.
- Maioli E, Fortino V, Pacini A, Parathyroid hormone-related protein in preeclampsia: a linkage between maternal and fetal failures, in Biol. Reprod., vol. 71, n. 6, 2005,  pp. 1779–84, DOI:10.1095/biolreprod.104.030932, PMID 15286039.
- Fenton AJ, Kemp BE, Kent GN, et al., A carboxyl-terminal peptide from the parathyroid hormone-related protein inhibits bone resorption by osteoclasts, in Endocrinology, vol. 129, n. 4, 1991,  pp. 1762–8, DOI:10.1210/endo-129-4-1762, PMID 1915066.
- Fenton AJ, Kemp BE, Hammonds RG, et al., A potent inhibitor of osteoclastic bone resorption within a highly conserved pentapeptide region of parathyroid hormone-related protein; PTHrP[107-111], in Endocrinology, vol. 129, n. 6, 1991,  pp. 3424–6, DOI:10.1210/endo-129-6-3424, PMID 1954916.
- Moniz C, Burton PB, Malik AN, et al., Parathyroid hormone-related peptide in normal human fetal development, in J. Mol. Endocrinol., vol. 5, n. 3, 1991,  pp. 259–66, DOI:10.1677/jme.0.0050259, PMID 2288637.
- Hammonds RG, McKay P, Winslow GA, et al., Purification and characterization of recombinant human parathyroid hormone-related protein, in J. Biol. Chem., vol. 264, n. 25, 1989,  pp. 14806–11, PMID 2549037.
- Yasuda T, Banville D, Hendy GN, Goltzman D, Characterization of the human parathyroid hormone-like peptide gene. Functional and evolutionary aspects, in J. Biol. Chem., vol. 264, n. 13, 1989,  pp. 7720–5, PMID 2708388.
- Suva LJ, Mather KA, Gillespie MT, et al., Structure of the 5' flanking region of the gene encoding human parathyroid-hormone-related protein (PTHrP), in Gene, vol. 77, n. 1, 1989,  pp. 95–105, DOI:10.1016/0378-1119(89)90363-6, PMID 2744490.
- Mangin M, Webb AC, Dreyer BE, et al., Identification of a cDNA encoding a parathyroid hormone-like peptide from a human tumor associated with humoral hypercalcemia of malignancy, in Proc. Natl. Acad. Sci. U.S.A., vol. 85, n. 2, 1988,  pp. 597–601, DOI:10.1073/pnas.85.2.597, PMC 279598, PMID 2829195.
- Moseley JM, Kubota M, Diefenbach-Jagger H, et al., Parathyroid hormone-related protein purified from a human lung cancer cell line, in Proc. Natl. Acad. Sci. U.S.A., vol. 84, n. 14, 1987,  pp. 5048–52, DOI:10.1073/pnas.84.14.5048, PMC 305244, PMID 2885845.
- Mangin M, Ikeda K, Dreyer BE, Broadus AE, Isolation and characterization of the human parathyroid hormone-like peptide gene, in Proc. Natl. Acad. Sci. U.S.A., vol. 86, n. 7, 1989,  pp. 2408–12, DOI:10.1073/pnas.86.7.2408, PMC 286922, PMID 2928340.
- Thiede MA, Strewler GJ, Nissenson RA, et al., Human renal carcinoma expresses two messages encoding a parathyroid hormone-like peptide: evidence for the alternative splicing of a single-copy gene, in Proc. Natl. Acad. Sci. U.S.A., vol. 85, n. 13, 1988,  pp. 4605–9, DOI:10.1073/pnas.85.13.4605, PMC 280483, PMID 3290897.
- Suva LJ, Winslow GA, Wettenhall RE, et al., A parathyroid hormone-related protein implicated in malignant hypercalcemia: cloning and expression, in Science, vol. 237, n. 4817, 1987,  pp. 893–6, DOI:10.1126/science.3616618, PMID 3616618.
- Campos RV, Zhang L, Drucker DJ, Differential expression of RNA transcripts encoding unique carboxy-terminal sequences of human parathyroid hormone-related peptide, in Mol. Endocrinol., vol. 8, n. 12, 1995,  pp. 1656–66, DOI:10.1210/me.8.12.1656, PMID 7708054.
- Holick MF, Ray S, Chen TC, et al., A parathyroid hormone antagonist stimulates epidermal proliferation and hair growth in mice, in Proc. Natl. Acad. Sci. U.S.A., vol. 91, n. 17, 1994,  pp. 8014–6, DOI:10.1073/pnas.91.17.8014, PMC 44535, PMID 8058749.
- Seitz PK, Cooper KM, Ives KL, et al., Parathyroid hormone-related peptide production and action in a myoepithelial cell line derived from normal human breast, in Endocrinology, vol. 133, n. 3, 1993,  pp. 1116–24, DOI:10.1210/en.133.3.1116, PMID 8396010.
- Li H, Seitz PK, Selvanayagam P, et al., Effect of endogenously produced parathyroid hormone-related peptide on growth of a human hepatoma cell line (Hep G2), in Endocrinology, vol. 137, n. 6, 1996,  pp. 2367–74, DOI:10.1210/en.137.6.2367, PMID 8641188.